# ラミロ2世 (アラゴン王)
レミーロ2世（アラゴン語：Remiro II、1086年4月24日 - 1157年8月16日）は、アラゴン王（在位：1134年 - 1137年）。アラゴン王兼ナバラ王サンチョ・ラミレスの子。ペドロ1世の異母弟、アルフォンソ1世の同母弟。よく知られるラミロ2世（Ramiro II）という名は、カスティーリャ王国の言語であるカスティーリャ語（一般にスペイン語として知られる）の名である。 

## 生涯
1134年の同母兄アルフォンソ1世の死後、アラゴン王位を継いだが、ナバラ王位にはガルシア6世が就き、父サンチョ・ラミレス以来続いていた同君連合は解消された。俗事を嫌い僧籍にあったが、兄の死により仕方なく王位を継いだと言われる。また、兄と遺恨のあるカスティーリャ王アルフォンソ7世がサラゴサを占領していた。
即位から翌1135年にアキテーヌ公ギヨーム9世の娘アニェス（イネス）と結婚し、1136年に一人娘ペトロニーラをもうけた。そして1137年に生まれたばかりのペトロニーラを隣国カタルーニャの君主、バルセロナ伯ラモン・バランゲー4世に嫁がせると、同年11月に王位をペトロニラに譲り、娘婿ラモン・バランゲー4世にアラゴンの統治を託した。こうしてアラゴンとカタルーニャの王朝連合（アラゴン連合王国）が成立した。
退位後、1157年に死去するまでの20年間、レミーロは俗世からは身を引き、ウエスカのサン・ペドロ・エル・ビエホ修道院（サン・ペール・オ・ビエーリョ修道院）で一修道士として暮らした。